# Morgan J. Freeman
Morgan J. Freeman (Long Beach, 5 dicembre 1969) è un regista statunitense.

## Biografia
Nel 1992 ottiene una laurea triennale in Film Studies all'Università della California di Santa Barbara. Trascorre l'anno seguente a Parigi studiando alla Sorbona. Nel 1993 entra nel NYU Graduate Program Film, dove ottiene il suo Master of Fine Arts. Durante l'estate del 1994, Morgan lavora in una piccola casa di produzione dove viene presentato a Todd Solondz, che stava dirigendo Welcome to the Dollhouse. Morgan diviene assistente alla regia del film, che vince il Premio della giuria al Sundance Film Festival del 1996. Durante le riprese stringe amicizia con Brendan Sexton III.
Nel 1997 gira il suo primo lungometraggio, Hurricane Streets, che diviene il primo film narrativo a vincere tre premi al Sundance Film Festival (Premio del pubblico, miglior regista e miglior fotografia). Il film fu acquistato dalla Metro-Goldwyn-Mayer e distribuito l'anno successivo.
Dopo il successo di Hurricane Streets, Freeman scrive e dirige Desert Blu. Il film è distribuito da The Samuel Goldwyn Company e vede Freeman lavorare ancora con Brendan Sexton III. Il cast comprende Christina Ricci, Casey Affleck, Ethan Suplee, Peter Sarsgaard e Kate Hudson.
Nel 2000, Freeman scrive e dirige The Cherry Picker per Showtime, protagonista Janeane Garofalo. Ha diretto numerosi video musicali, tra cui due per la band indie rock Rilo Kiley e ha diretto la serie televisiva Dawson's Creek. Nel 2001 dirige American Psycho 2, prodotto dalla Lions Gate Entertainment, con protagonista Mila Kunis. Nel 2009 ha diretto il film Homecoming, interpretato da Mischa Barton.
Nel 2006 gira Just Like the Son, che riscontra buone critiche al Tribeca Film Festival e ottiene diversi premi. Il film include nel cast Mark Webber, Brendan Sexton III e Rosie Perez.
Freeman è noto anche per il suo lavoro con MTV: ha prodotto la serie televisiva Laguna Beach, Maui Fever, e produce le serie 16 anni e incinta e lo spin-off Teen Mom.